# Xerophaeus ruandanus
Xerophaeus ruandanus är en spindelart som beskrevs av Embrik Strand 1913. Xerophaeus ruandanus ingår i släktet Xerophaeus och familjen plattbuksspindlar.
Artens utbredningsområde är Rwanda. Inga underarter finns listade i Catalogue of Life.